# Obwód oszyński
Obwód oszyński (kirg. Ош облусу, Osz obłusu) – obwód w południowym Kirgistanie ze stolicą w Oszu.
Obwód dzieli się na 7 rejonów:
- rejon Ałaj
- rejon Arawan
- rejon Czong-Ałaj
- rejon Kara-Kułdża
- rejon Kara-Suu
- rejon Nookat
- rejon Özgön

## Polski egzonim
Słownik języka polskiego PWN jako przymiotnik od miasta Osz podaje wariant oski (por. ros. Ошский). 4 października 2005, na 21 posiedzeniu Komisji Standaryzacji Nazw Geograficznych poza Granicami Rzeczypospolitej Polskiej, której tematem była m.in. dyskusja nad propozycją nowych egzonimów oraz zmiany brzmienia lub likwidacji starych egzonimów dla krajów Azji Środkowej i Zakaukazia, Komisja wprowadziła egzonim obwód oszyński.